# MotorStorm
MotorStorm est un jeu vidéo de course développé par Evolution Studios et édité par Sony Computer Entertainment, sorti en 2006 sur PlayStation 3.
Il a donné suite à MotorStorm: Pacific Rift en 2008 et aussi à une version sur PlayStation Portable et PlayStation 2 nommée MotorStorm: Arctic Edge.

## Système de jeu
MotorStorm met en scène des courses sauvages tout terrain dans Monument Valley. Le gameplay propose une expérience de jeu rythmée et à la prise en main immédiate. Quinze concurrents s'affrontent sur la piste aux commandes de sept types de véhicules différents :  motos, quads, buggys, voitures de rallye, camionnettes, 4x4 et semi-remorques. Les véhicules disposent d'un système de boost à double tranchant puisqu'une utilisation exagérée peut faire exploser le véhicule.
Le jeu comprend huit circuits aux profils variés : tantôt boueux, poussiéreux, sablonneux ou rocailleux, ils sont situés dans des vallées profondes, sur des crêtes, aux abords de falaises, etc. Chaque tracé contient de multiples embranchements qui débouchent sur deux ou trois parcours distincts; chacun d'eux représente des avantages et des inconvénients suivant la catégorie de véhicule utilisé. Cet aspect sous-tend une importante phase d'apprentissage et apporte au jeu une dimension inédite. Les pistes sont parfois très encaissées et diverses difficultés se présentent sur la chaussée : trous, roches saillantes, ponts étroits, dénivelés, crevasses, bosses, tremplins, ravins, goulets, épaves... Le jeu propose une gestion dynamique de la piste avec des portions qui se détériorent au fur et à mesure des passages, rendant la conduite piégeuse. Le véhicule subit bon gré mal gré d'innombrables sauts. À cet égard, il est possible de gérer la tenue d'assiette du véhicule durant son envol; c'est un aspect déterminant pour ne pas perdre le contrôle du véhicule lors des réceptions.
Avant de remporter la course, le premier objectif du joueur est de rester en course : les sorties de pistes et les carambolages sont récurrents. À la manière de la série BurnOut, les accidents impliquant le joueur sont mis en scène et esthétisés dans un ralenti en temps réel. Le joueur a alors parfois la possibilité de déplacer l'angle de la caméra. L'intelligence artificielle du jeu a été remarquée, avec des concurrents aux comportements agressifs. Les motards et les conducteurs de quad onti la possibilité de désarçonner leurs opposants en les frappant. Le mode de contrôle via la fonction de reconnaissance de mouvement de la Sixaxis est proposé en option et est surtout utile pour contrôler l'inclinaison des véhicules deux roues et notamment leur rendre l'équilibre en cas de choc.

### Jeu en ligne
Le mode jeu en ligne permet à douze joueurs de s'affronter sur la piste. Chaque joueur se voit attribuer un statut en fonction de ses performances : il en existe neuf au total, de « Zéro » à « Dieu ». MotorStorm  fut, avec Resistance: Fall of Man, l'un des jeux les plus populaires sur le PlayStation Network lors du lancement de la PlayStation 3 en Europe.

### Contre-la-montre
Une mise à jour gratuite disponible depuis le 15 juin 2007 est venu implémenter un mode contre-la-montre. Celui-ci permet de s'entraîner seul sur la piste de son choix. Les 250 meilleurs temps européens sont répertoriés dans un classement en ligne qui donne également accès au ralenti des classés. Jusqu'à sept ghosts différents peuvent être téléchargés pour comparer ses trajectoires à celles des meilleurs joueurs.

### Les circuits
- The Grizzly : le plus long et le plus diversifié des tracés du jeu.
- Sidewinder Gulch : un circuit rapide et tortueux dans des canyons profonds.
- Rockhopper : un circuit accidenté situé sur des mesas, aux abords de crevasses; il comprend de nombreux tremplins.
- Rain God Mesa : une piste technique et dangereuse qui borde de profonds ravins.
- The Tenderizer : un tracé situé dans une vallée boueuse et rocailleuse.
- Dust Devil : un circuit rapide tantôt sablonneux, tantôt rocailleux.
- Mudpool : circuit dans des ravines boueuses très glissantes.
- Coyote Rage : le plus compact des tracés du jeu; il presente divers obstacles.

### Mise à jour
Différentes mises à jour du jeu ont vu le jour.

#### Version 1.1
Ajout de la liste d'amis accessible depuis le jeu. Ceci permet de créer des parties entre amis.

#### Version 1.2
- Amélioration des performances du jeu en ligne
- Ajout d'un mode contre-la-montre
- Correction de plusieurs bugs

#### Version 2.0
- Amélioration du temps de chargement des véhicules lors de leur sélection
- Correction de bugs lors de l'utilisation du casque et du micro

#### Version 3.0
- Support des vibrations avec la DualShock 3
- La position des joueurs sur la grille dépend de leur ordre d'arrivée sur la course précédente.
- Correction de quelques bugs

#### Version 3.1
- Ajout d'une vue 2D sur l'écran de sélection des véhicules
- Possibilité de créer des parties en ligne avec des tracés miroir
- Ajout d'un indicateur de proximité pour le mode Motorstorm
- Ajout de deux nouvelles musiques : "Devil's Crossing" de Elite Force et "Beat The Devil" de Jiffster

#### MotorStorm Complete
Le 25 juillet 2008, MotorStorm Complete est une version boîte qui sort et qui contient le jeu original ainsi que tous les contenus téléchargeables payants disponibles sur le PlayStation Network.

### Téléchargement
Du contenu additionnel est disponible sur le PlayStation Store. Généralement payant, il propose de nouveaux circuits et véhicules.

## Réalisation

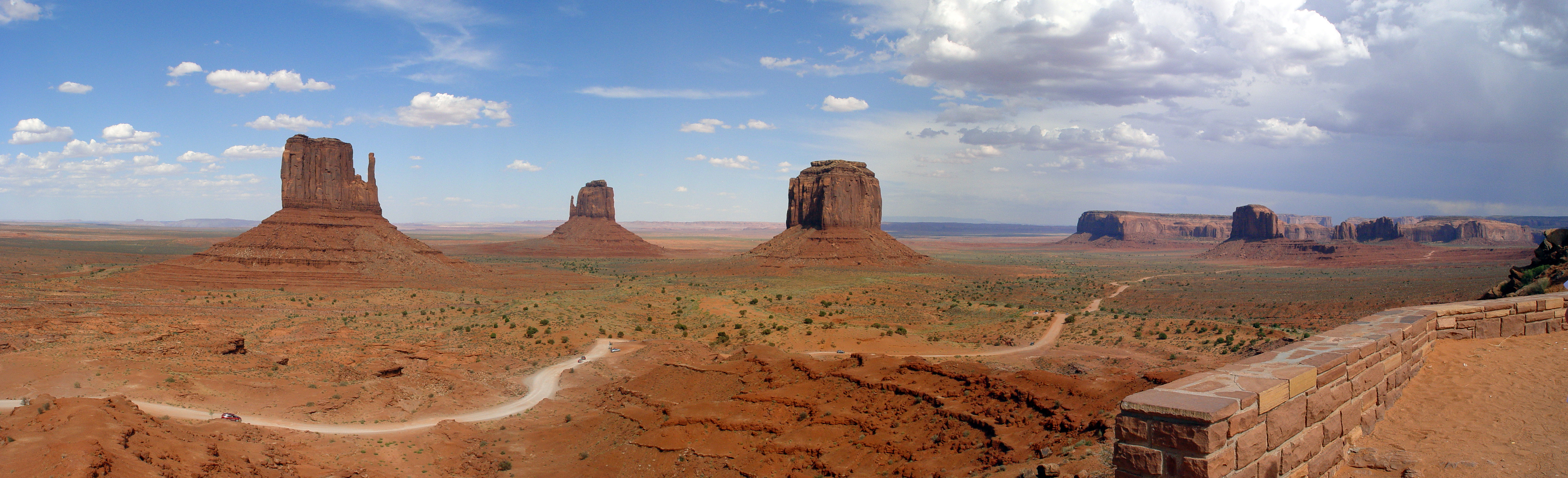
Le Monument Valley sert de cadre aux compétitions de MotorStorm.

Tous les circuits sont situés dans des environnements naturels constitués de canyons. Les développeurs se sont inspirés de Monument Valley situé sur le Plateau du Colorado aux États-Unis. Des membres de l'équipe se sont pour l'occasion déplacés sur les lieux afin de réaliser un film en haute définition. Des prises de vues ont été implémentées dans la bande-annonce officielle, l'introduction du jeu et dans des clips vidéo bonus.
Le jeu utilise les techniques d'imagerie à grande gamme dynamique (HDRI) pour simuler un éclairage naturel et réaliste sur les véhicules et les éléments du décor, ce qui permet d'obtenir des reflets réalistes ou des couleurs de soleil dans des tons chauds et naturels afin de renforcer l'ambiance désertique.
On peut également noter que les touches graphiques de Motorstorm ajoutent un effet "salissures" au fur et à mesure que vous progressez. En bref, le véhicule que vous conduisez se couvre de boue, et la carrosserie flanche sous les assauts perpétuels des rochers pointus du désert.
Les véhicules du jeu subissent également en temps réel les dégâts qui leur sont infligés et se déforment à vue d'œil ou explosent en plusieurs morceaux lors des chocs violents. Les passages dans les endroits poussiéreux et/ou boueux laissent s'accumuler également des traces sur les carrosseries et quelques éclaboussures et poussières sur l'écran du joueur (mais disparaissent graduellement). Les décors sont composés d'un grand nombre de détails pour la plupart destructibles (panneaux publicitaires, cabanes en bois, épaves de véhicules, etc.). Le jeu utilise le moteur physique Havok.

### Musique
La bande son du jeu est très orientée rock et a pour thème principal "Slam" de Pendulum.
Elle est composée de :
- Curve – "Hell Above The Water"
- Elite Force – "Presha"
- Every Time I Die – "The New Black"
- Gluecifer – "Automatic Thrill"
- Hyper – "Hot Rockin' "
- Kings of Leon – "Spiral Staircase"
- Krafty Kuts – "Bass Phenomenon"
- Lunatic Calm – "Leave You Far Behind"
- Monster Magnet – "Powertrip"
- Nirvana – "Breed"
- Pendulum – "Slam"
- Pitchshifter – "Scene This"
- Primal Scream – "Dolls (Sweet Rock 'N' Roll)"
- Primal Scream – "The 99th Floor"
- Queens of the Stone Age – "Medication"
- Reverend Horton Heat – "Big Red Rocket of Love"
- Slipknot – "Before I Forget"
- Spiritualized – "Electricity"
- The Experiment – "Cost of Freedom"
- Trash Palace – "Animal Magic"
- Wolfmother – "Woman"[1]
- Elite Force – "Devil's Crossing"*
- Jiffster – "Beat The Devil"*

*Ces musiques ont été ajoutées au jeu après la mise à jour à la version 3.1

## Réactions
Sortie en décembre 2006, la version japonaise du titre a reçu la note globale de 30/40 dans le magazine spécialisé Famitsu : cette version a la particularité de ne pas proposer de facto de mode online. Commercialisée en mars 2007, la version occidentale a généralement été mieux perçue par la presse. Le site américain IGN lui a donné la note de 8.9/10, jugeant son gameplay « Intense. Furieux. Revigorant. ». Selon eux, les qualités du titre tiennent à la variété des véhicules, au design des pistes et à son mode en ligne. Le site Gamekult (7/10) l'a qualifié de « jeu le plus impressionnant de la PlayStation 3 ». Selon le site français, « le moteur 3D utilisé alterne le beau et l'époustouflant avec une profondeur de champ incroyable, des textures très soignées et des modélisations réussies pour les véhicules comme pour les décors. ». Le site francophone Jeuxvideo.com (15/20) conclut son test par : « Retenez trois choses : l'animation sensationnelle, la meilleure IA jamais vue dans un jeu de courses et un contenu ridicule. ». Parmi les défauts, les critiques pointent le plus souvent le nombre limité de modes de jeux et de pistes disponibles ainsi que l'absence de mode deux joueurs en écran splité.
MotorStorm a reçu l'Interactive Achievement Awards 2008 du meilleur jeu de course de l'année.